# Isomaltos
Isomaltos är en disackarid och en isomer av maltos, med skillnaden att isomaltos har en α(1-6)-bindning istället för maltos α(1-4)-bindning. Båda är dimerer av glukos.